# 의열사
의열사(義烈祠)는 대한민국 충청남도 부여군 부여읍 동남리에 있는, 백제의 성충·흥수·계백과 고려 후기의 충신 이존오를 위해 부여현감 홍가신이 세운 사당이다. 1984년 5월 17일 충청남도의 문화재자료 제114호로 지정되었다.

## 개요
이 고장 충신인 백제의 성충·흥수·계백과 고려 후기의 충신 이존오를 위해 부여현감 홍가신이 세운 사당이다.
후에 조선 선조(재위 1567∼1608) 때 선비 정택뢰, 인조 (재위 1623∼1649)때 문신 황일호(1588∼1641)를 추가로 모셔 현재는 6명을 모시고 있는데, 해마다 봄·가을에 제사를 지내고 있다.
조선 선조 8년(1575)에 처음 지어 인조 19년(1641)에 새로 고쳐 지었으며, 고종 3년(1866)에 헐렸다가 그 뒤 다시 지었다. 지금 있는 건물은 원래 용정리의 망월산에 있던 것을 1971년 현 남령공원으로 옮긴 것이다.
사당은 앞면 3칸·옆면 3칸 규모의 건물로, 지붕은 옆에서 보았을 때 사람 인(人)자 모양을 한 맞배지붕으로 꾸몄다.

## 참고 문헌
- 의열사 - 국가유산청 국가유산포털